# Sköllersta
Sköllersta är en tätort i östra delen av Hallsbergs kommun, Örebro län och kyrkbyn i Sköllersta socken. Sköllersta ligger cirka 22 km söder om Örebro.

## Ortnamn
Sköllersta skrevs 1337 in Skioldestum och 1410 j Skiøllistum. Förledet innehåller ett mansnamn som svarar mot fornsvenska skjolder 'sköld'.

## Befolkningsutveckling
| Befolkningsutvecklingen i Sköllersta 1960–2020 | Befolkningsutvecklingen i Sköllersta 1960–2020 | Befolkningsutvecklingen i Sköllersta 1960–2020 | Befolkningsutvecklingen i Sköllersta 1960–2020 | Befolkningsutvecklingen i Sköllersta 1960–2020 |
| ---------------------------------------------- | ---------------------------------------------- | ---------------------------------------------- | ---------------------------------------------- | ---------------------------------------------- |
|                                                |                                                |                                                |                                                |                                                |
| År                                             |                                                |                                                | Folkmängd                                      | Areal (ha)                                     |
| 1960                                           | 1960                                           |                                                | 486                                            |                                                |
| 1965                                           | 1965                                           |                                                | 512                                            |                                                |
| 1970                                           | 1970                                           |                                                | 670                                            |                                                |
| 1975                                           | 1975                                           |                                                | 962                                            |                                                |
| 1980                                           | 1980                                           |                                                | 1 193                                          |                                                |
| 1990                                           | 1990                                           |                                                | 1 179                                          | 161                                            |
| 1995                                           | 1995                                           |                                                | 1 134                                          | 161                                            |
| 2000                                           | 2000                                           |                                                | 1 121                                          | 161                                            |
| 2005                                           | 2005                                           |                                                | 1 103                                          | 161                                            |
| 2010                                           | 2010                                           |                                                | 1 131                                          | 164                                            |
| 2015                                           | 2015                                           |                                                | 1 079                                          | 147                                            |
| 2020                                           | 2020                                           |                                                | 1 105                                          | 179                                            |
|                                                |                                                |                                                |                                                |                                                |

## Samhället
I Sköllersta finns Sköllersta kyrka, Kävesta folkhögskola och en låg- och mellanstadieskola - Sköllersta skola.
I den östliga delen av samhället ligger Lithellsfabriken, som drivs av Lithells AB.
Utanför samhället finns Sveriges största fossilmuseum. I närområdet finns också två fornborgar, Tarsta borg och Åmehälla borg, och här finns också en av de få kvarvarande kvarnarna som drevs av både vatten och vindkraft, Kånsta kvarn.
Sköllersta ingår i Kilsbergsrundan och Tivedsrundan som båda är vandrings- och cykelleder genom Örebro län.
År 2006 blev Sköllersta utnämnt till den miljövänligaste förorten i Sverige.
Fotbollslaget Sköllersta IF har haft stora historiska framgångar. De blev bland annat 2:a och 3:a i Futsal-SM.